# Kolonnenweg

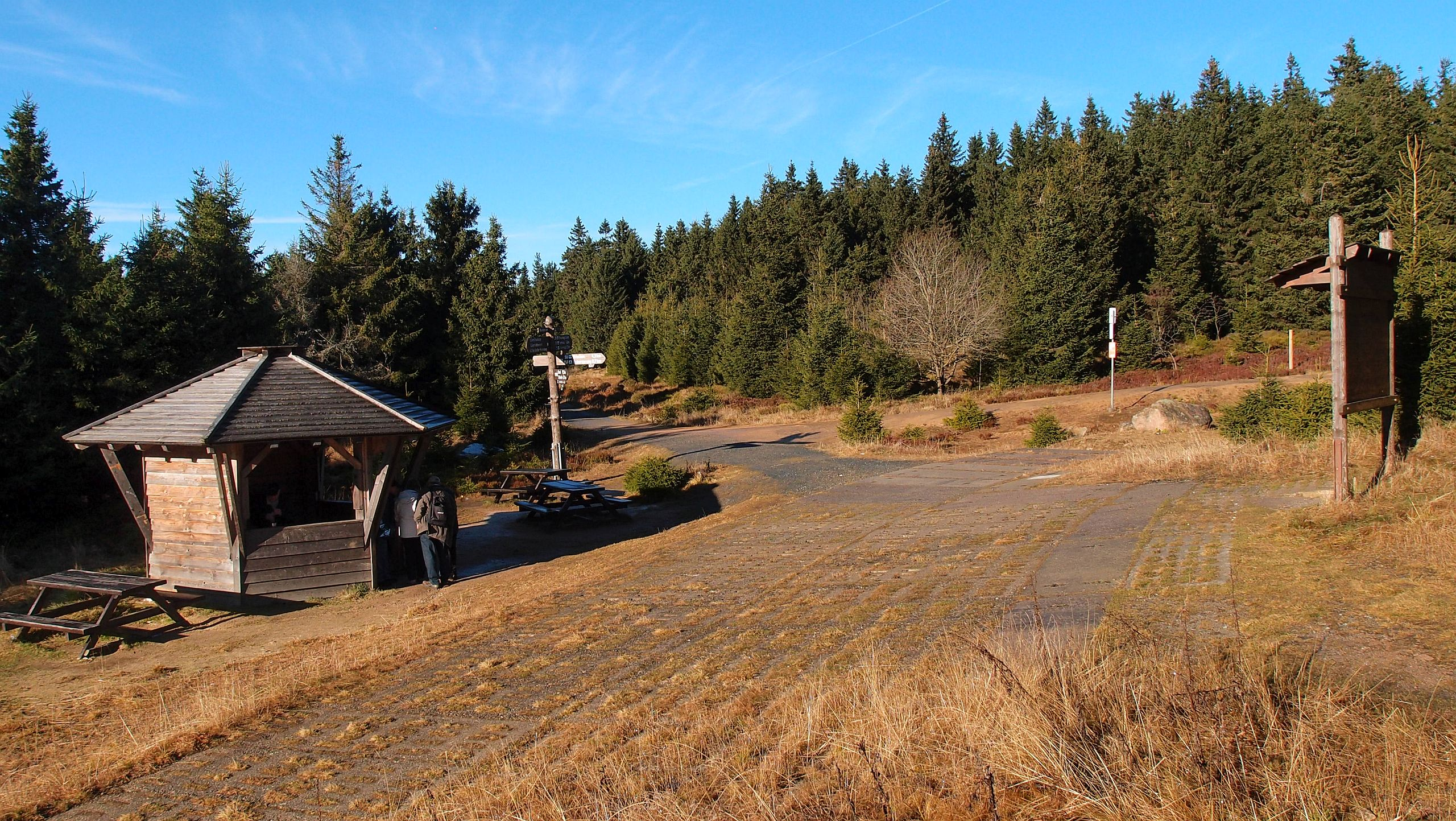
Der Kolonnenweg am Dreieckigen Pfahl im Harz

Der Kolonnenweg ist ein Teil der innerdeutschen Grenzanlagen auf Seiten der ehemaligen DDR. Er wurde aus einheitlichen, sehr verwitterungsbeständigen Lochplatten (Wegplatten aus Beton) hergestellt, die größtenteils von Pflanzen durchwachsen und so ziemlich fest mit dem Boden verbunden sind. Im Todesstreifen der Berliner Mauer war der Kolonnenweg asphaltiert.
Im Gegensatz zum Rest der Grenzanlage ist der Kolonnenweg auch Jahrzehnte nach dem Ende der DDR noch weitgehend erhalten und dient heute als Wander- und Radweg entlang der ehemaligen Grenze, obwohl die Fortbewegung auf der durch Ausspülungen der Betonhohlräume recht unebenen Oberfläche mitunter sehr beschwerlich ist. Zu DDR-Zeiten diente er den DDR-Grenztruppen dazu, jeden Punkt der Grenze möglichst schnell mit Fahrzeugen zu erreichen. Zwischen dem Kolonnenweg und der eigentlichen Grenze befanden sich dann noch der Kontrollstreifen und der Grenzzaun bzw. die Grenzmauer.

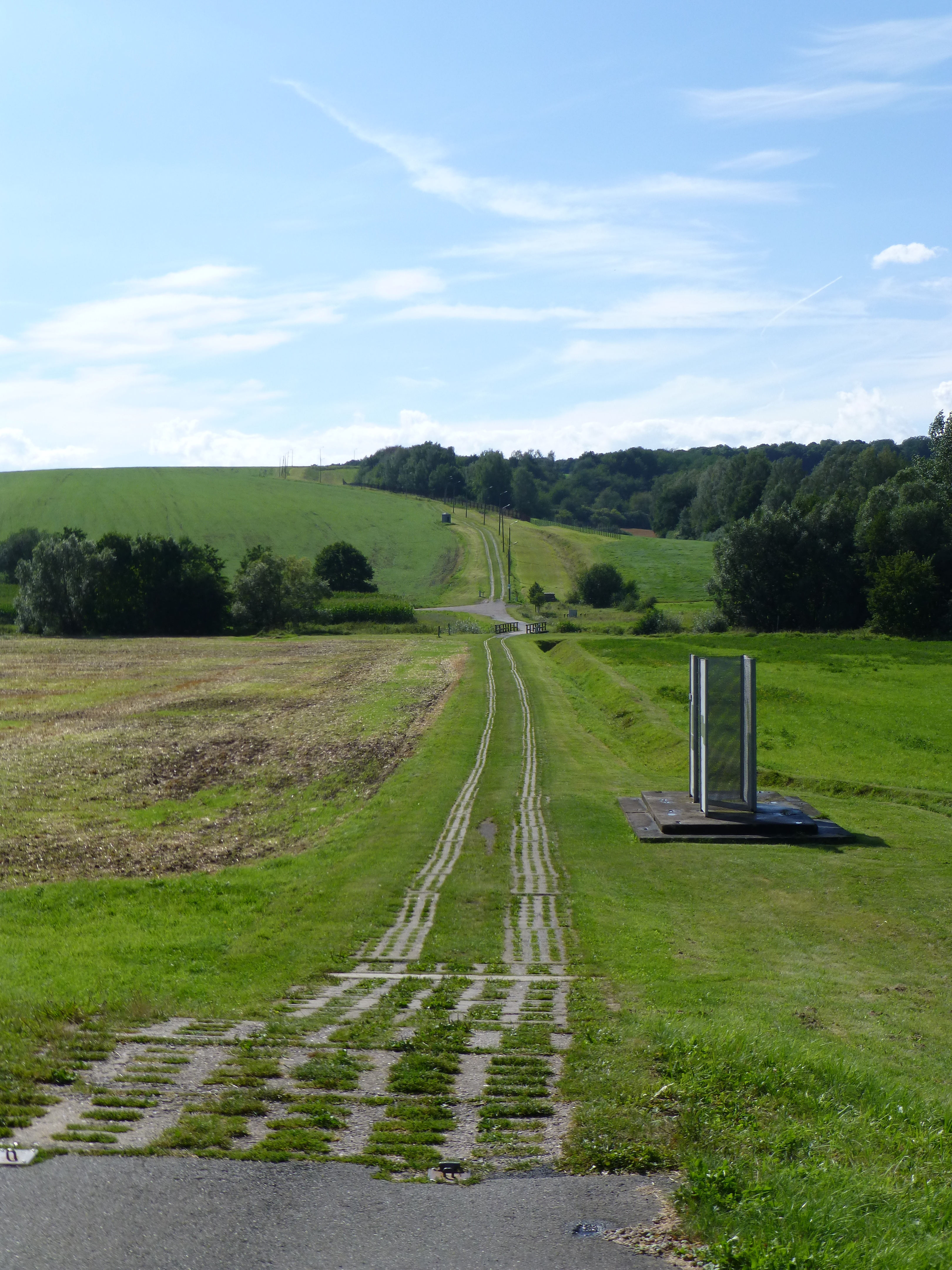
Kolonnenweg auf dem Außengelände des Grenzlandmuseum Eichsfeld
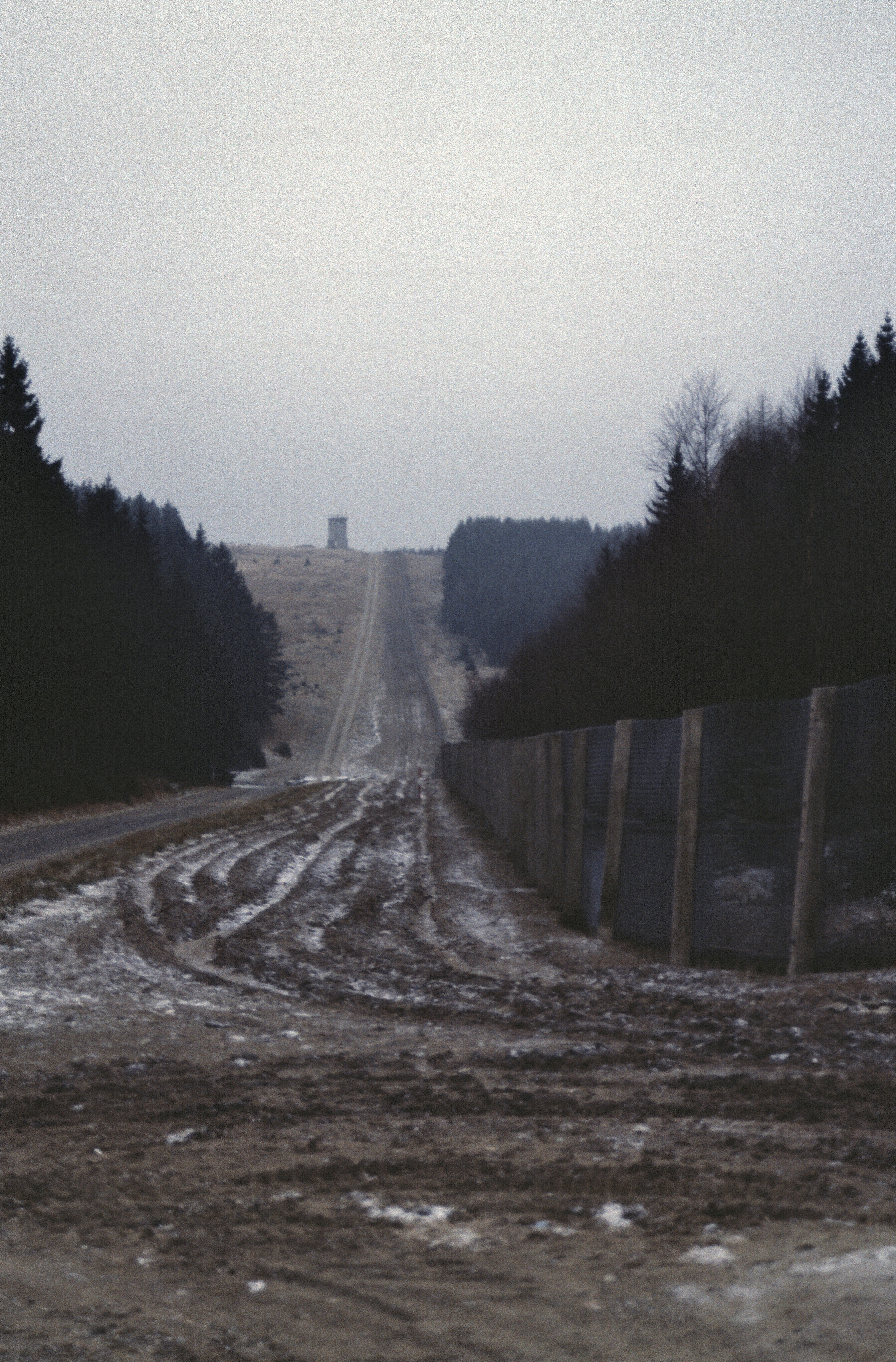
Kolonnenweg links neben dem Kontrollstreifen bei Elend, Dezember 1989
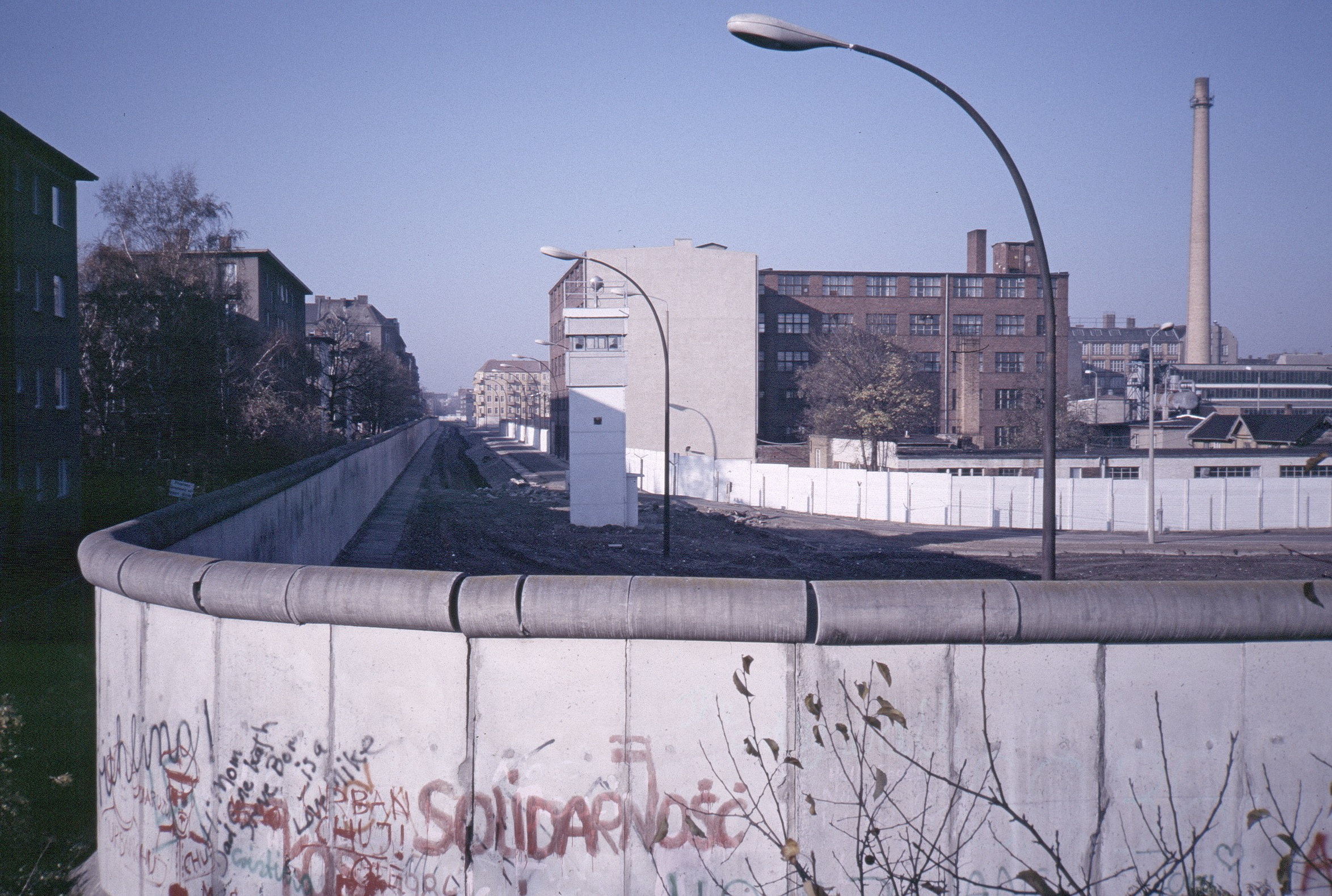
Berliner Mauer an der Heidelberger Straße, vor der Hinterlandmauer der asphaltierte Kolonnenweg, 1986
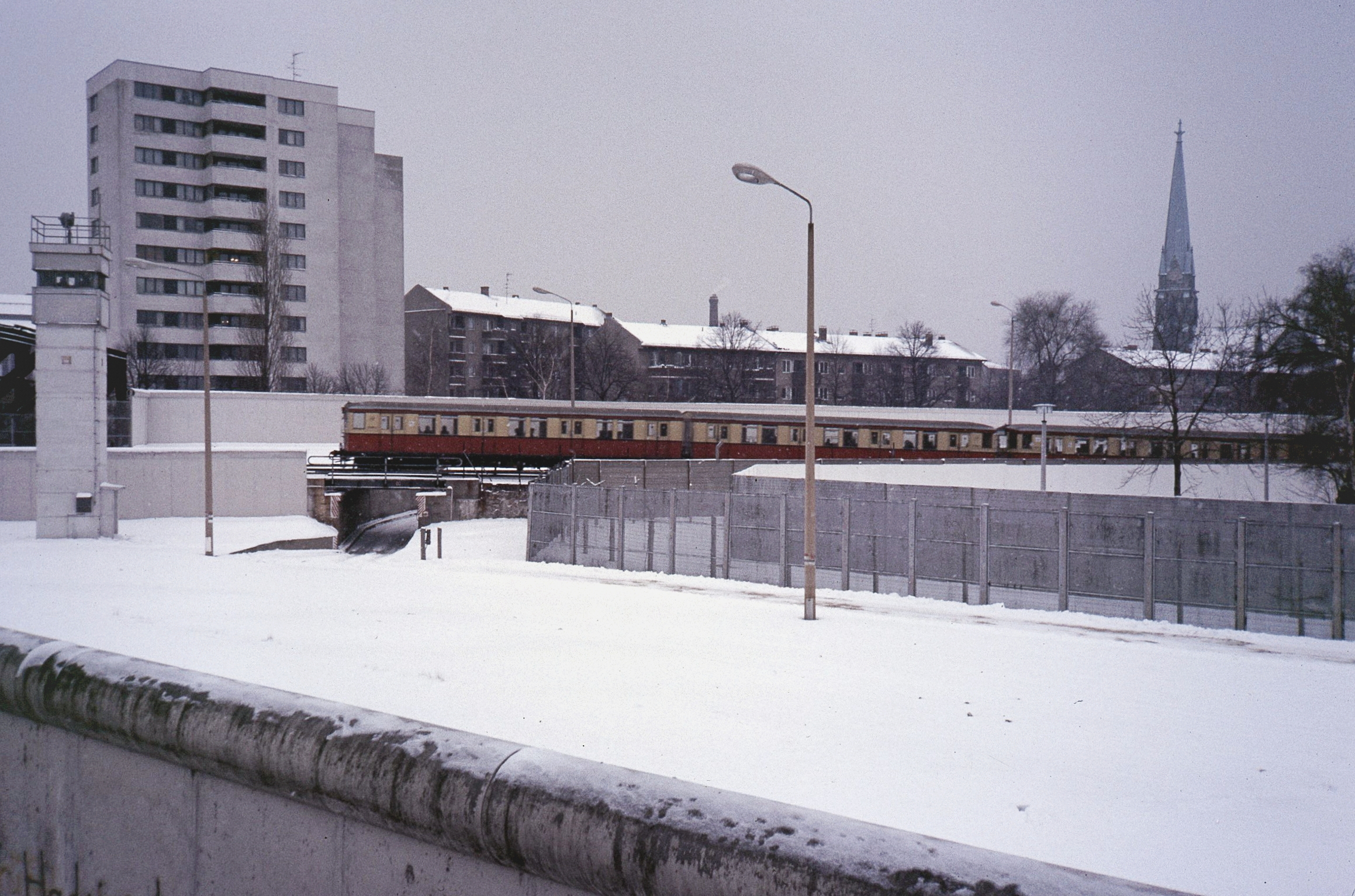
S-Bahn-Zug der BVG an der Grenze am Berliner Nordbahnhof, der Kolonnenweg unterquert die Bahntrasse, 1987